# Jagabita
Jagabita is een bestuurslaag in het regentschap Bogor van de provincie West-Java, Indonesië. Jagabita telt 6681 inwoners (volkstelling 2010).